# Kay McNulty
Kathleen "Kay" McNulty Mauchly Antonelli, född 12 februari 1921 i grevskapet Donegal i Irland, död 20 april 2006 i Wyndmoor i Pennsylvania, var en irländsk-amerikansk programmerare och matematiker.
Tillsammans med matematikerna Jean Bartik, Betty Holberton, Marlyn Wescoff, Frances V. Spence och Ruth Teitelbaum rekryterades hon 1945 av den amerikanska armén för att arbeta med ett hemligt projekt. Projektet var världens första elektroniska dator Electronic Numerical Integrator And Computer (ENIAC). Syftet med ENIAC var att göra avancerade beräkningar på projektilbanor. De sex kvinnorna kan sägas vara de första i världen att programmera en faktisk dator. Inledningsvis fick de inte se ENIAC eftersom de inte hade rätt säkerhetsklassificering och beräkningarna gjordes i stället ifrån tryckta kopplingsscheman som beskrev datorn. När ENIAC visades upp för första gången i februari 1946 skapade den stora rubriker i media över hela världen. Kvinnorna som programmerat ENIAC nämndes dock inte vid namn och de blev inte inbjudna till den efterföljande middagen. Detta resulterade i att de inte heller omnämndes i några av tidningsartiklarna och deras insats föll i glömska. Det var inte förrän 1996 som deras insatser började åter började uppmärksammas och kunde ta plats i den tekniska historien.
Från 1948 och fram till hans död 1980 var hon gift med fysikern John Mauchly. År 1985 gifte hon om sig med fotografen Severo Antonelli.